# Fatou (goril·la)

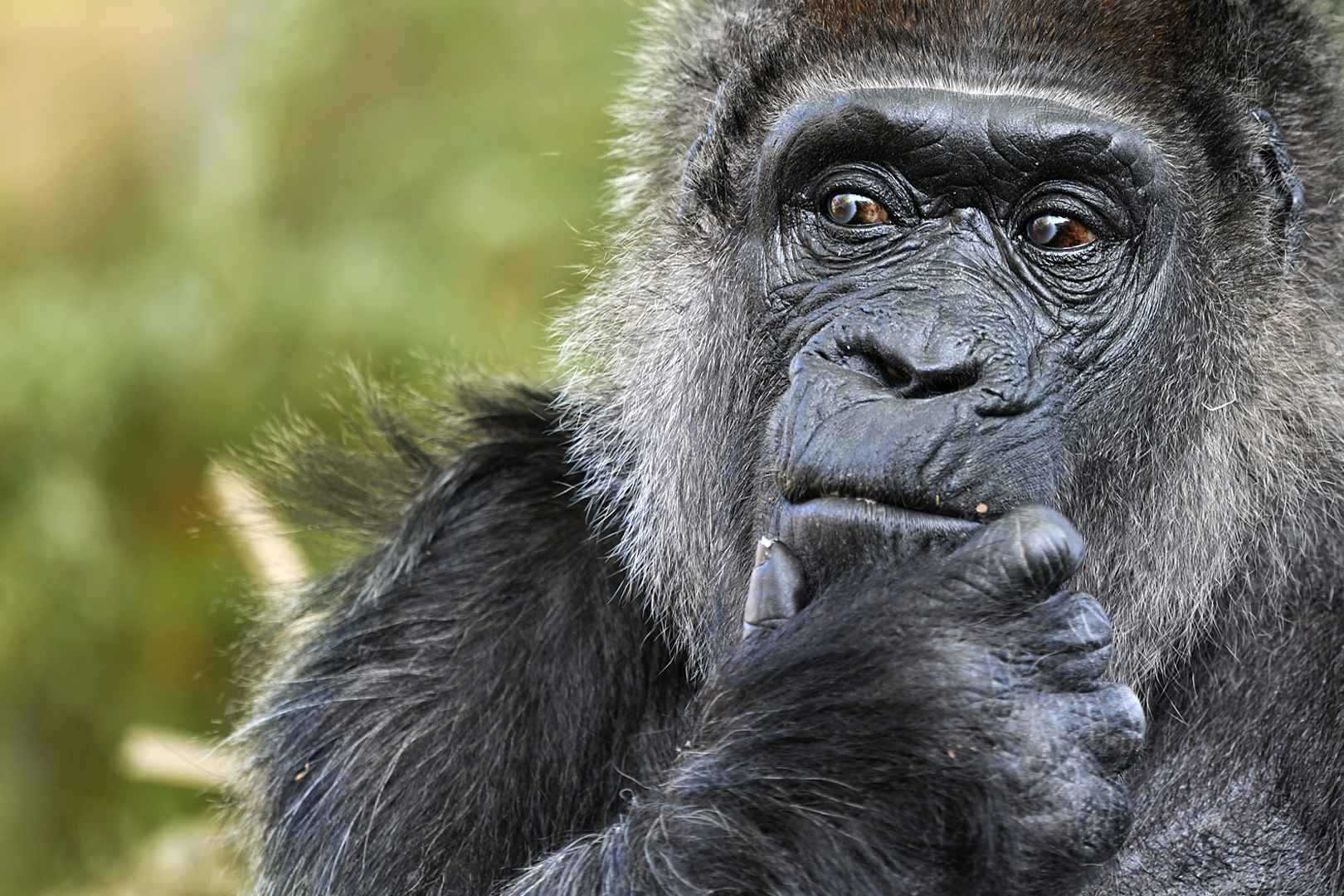
Fatou a l'octubre de 2019

Fatou (probablement nascuda el 1957 a l'Àfrica) és una femella de goril·la de les planes occidental que viu al Jardí Zoològic de Berlín des de 1959. Es considera la goril·la viu amb l'edat documentada més antiga fins ara.

## Vida
Fatou va néixer a l'Àfrica en estat salvatge. Un mariner francès la va portar d'allà a Marsella, on la va vendre en un bar del port l'any 1959 quan no va poder pagar la seva factura. La propietària es va posar en contacte amb el zoològic de Berlín, que en aquell moment ja era conegut per tenir micos. El zoo estava preparat per acollir la jove goril·la. Juntament amb Fatou a la cabina, la patrona va volar l'11 d'abril. I el maig de 1959 a Berlín varen ser rebudes pels cuidadors d'animals acompanyats del goril·la mascle Knorke quan van aterrar a l'aeroport de Tempelhof. Es va estimar que l'edat de Fatou era de dos anys, el que va convertir el 1957 en l'any probable del seu naixement.
Knorke va morir el 1963. El 1965 un nou goril·la mascle va ser admès al zoològic de Berlín, també anomenat Knorke. Amb Fatou va engendrar la goril·la Dufte, que va ser la primera goril·la que va néixer a Berlín el 1974. Tot i la manca d'experiència en la cria d'animals joves a causa de la seva prematura separació de la seva mare, va criar la seva filla sense cap problema. Entre 1983 i 1985, dos goril·les del zoològic de Nuremberg es van mantenir al zoo de Berlín per a treballs de renovació. En un intent de posar el goril·la Fritz en contacte amb Fatou i Dufte, Fritz va infligir ferides per mossegada no insignificants a tots dos.
La filla de Fatou, Dufte, va morir el 2001, el seu pare Knorke el 2003. Fatou es va separar més tard dels goril·les més joves del zoo amb Gigi, que era uns dos anys més jove que ell, perquè els dos ja no podien fer front als seus jocs salvatges. Des de la mort de Gigi el 2009, Fatou ara viu sola a prop del recinte dels altres goril·les.
Des de la mort de la goril·la femenina Colo al zoològic de Columbus, Ohio, Fatou ha estat considerada el goril·la viu més antic. Va compartir aquest mèrit amb Trudy des del zoològic de Little Rock, Arkansas, fins a la seva mort el juliol de 2019. Trudy també va néixer en llibertat, de manera que l'any del seu naixement també era només una estimació. Amb una edat estimada de seixanta-cinc anys, tots dos també es consideren els goril·les més antics documentats fins ara. L'aniversari de Fatou, cau anualment el 13 d'abril, i se celebra a escala nacional i internacionalment.